# Henri de Breyne
Henri de Breyne (Zegelsem, 10 november 1928 – Oudenaarde, 11 november 2010) was een Belgische politicus en burgemeester.

## Biografie
Zijn grootvader, Louis Van Coppenolle, was burgemeester van Nederbrakel en zijn overgrootvader Charles Ludovicus Van Coppenolle was burgemeester van Volkegem.
De Breyne werd in augustus 1959 burgemeester van Zegelsem. Hij bleef er burgemeester tot bij de gemeentelijke fusies van 1971 de gemeente haar zelfstandigheid verloor. Hij was zo de laatste burgemeester van Zegelsem.
Hij overleed in 2010 in het AZ Oudenaarde.